# Guy Lagache
Guy Lagache, né le 9 février 1966 à Boulogne-Billancourt, est un documentariste journaliste et présentateur de télévision français.

## Biographie

### Formation
Après une maîtrise d'histoire, il passe un master en journalisme à la Graduate School of Journalism de l'université Columbia à New York d'où il sort diplômé avec le titre de meilleur étudiant étranger.

### Carrière médiatique
De 1995 à 1999, il est reporter pour le magazine de l'économie Capital sur M6, puis crée avec Jean-Marie Goix l'émission Secrets d'actualité présentée par Laurent Delahousse et diffusée sur la même chaîne. 
En juillet 2003, Guy Lagache devient le présentateur de Capital sur M6 en remplacement d'Emmanuel Chain. Depuis mars 2010, l'émission est parfois déclinée dans une version mariant économie et environnement « Capital Terre ».  
Le 5 février 2009, Guy Lagache est choisi par l'Élysée pour assurer, avec Laurence Ferrari (TF1), David Pujadas (France 2) et Alain Duhamel (RTL), l'interview du président de la République Nicolas Sarkozy. 
En 2011, il rejoint Direct 8 en tant que directeur des programmes et de l'information. Il y présente les magazines En quête d'actualité et En quête de solutions. En septembre 2014, le CSA met en garde la chaîne D8 pour la diffusion en mai de la même année d'une enquête au sujet du Front national tournée notamment en caméra cachée.
À l'occasion du 70e anniversaire du débarquement de Normandie, il présente une nouvelle émission Histoire interdite, qui obtient le score d'audience record de D8 pour un magazine, avec 1 648 000 téléspectateurs.
Le 27 mars 2016, il présente son nouveau magazine de reportage Déjà demain. Le premier numéro s'intéresse à la nourriture industrielle, avec la problématique « Qu'allons-nous bientôt manger ? »
En avril 2017, il présente le premier numéro de l'émission Monument sur C8, consacré à la Tour Eiffel.
En septembre 2017, il annonce quitter C8 et créer sa propre société de production.
Le 16 mai 2018, Radio France annonce sa nomination au poste de directeur délégué aux antennes et à la stratégie éditoriale pour entrer en fonction le 25 juin 2018. 
En septembre 2018, Alex Vizorek et Charline Vanhoenacker parodient Sibyle Veil et Guy Lagache dans la websérie Sibyle et Guy. En 2019, il quitte son poste de directeur délégué aux antennes et à la stratégie éditoriale de Radio France moins d'un an après sa nomination,. Il est remplacé à partir du 1er juillet 2019 par Dana Hastier, directrice exécutive de France 3 entre 2014 et 2018.
En 2020,2021 il présente Les Grands Entretiens sur LCP.
En 2022, il réalise pour France 2 le documentaire Un président, l’Europe et la guerre.
En 2024, il présente sur TMC,  C’est pour demain - « Comment se nourrir sans détruire la planète ». De plus il présente Terres d’urgence sur Ushuaïa TV.

### Publications et documentaire
Le 9 mai 2019, il publie Une histoire impossible aux éditions Grasset.
En 2022, il réalise le documentaire Un président, l’Europe et la guerre qui filme Emmanuel Macron en immersion durant la présidence du Conseil de l’Union européenne et les relations diplomatiques liée à l'invasion de l'Ukraine par la Russie. 
Le 3 avril 2024, il publie l'essai Le Cri de la forêt, récit au cœur de la menace climatiqueaux Editions du Rocher.